# Pistolet maszynowy Star Z-84
Star Z-84 – hiszpański pistolet maszynowy. Następca Star Z-62.
Konstrukcja pistoletu maszynowego Star Z-84 podobna jest do konstrukcji UZI, mimo że powstał niezależnie od niego. W konstrukcji zastosowano elementy tłoczone. Ponadto Z-84 nie posiada zewnętrznych części ruchomych. Jest także bardzo odporny na wodę. Broń działająca na zasadzie odrzutu zamka swobodnego. Magazynek pudełkowy umieszczony jest w chwycie. Celne strzelanie z jednej ręki umożliwia chwyt umieszczony w środku masy broni. Z lewej strony komory zamkowej umieszczono przełącznik rodzaju ognia, a bezpiecznik za językiem spustowym. Kolba metalowa składana. Dodatkowo wyposażona w bezpiecznik bezwładnikowy uniemożliwiający odpalenie broni przy upadku.